# دوري الدرجة الأولى الأرجنتيني 1990–91
دوري الدرجة الأولى الأرجنتيني 1990–91 (بالإسبانية: Campeonato de Primera División 1990-91)‏ هو الموسم 61 من دوري الدرجة الأولى الأرجنتيني. أشرف على تنظيمه اتحاد الأرجنتين لكرة القدم، وكان عدد الأندية المشاركة فيه 20، وفاز فيه نيولز أولد بويز.